# Marcus Krall
Marcus Krall (* 15. Juni 1975 in Hamburg) ist ein deutscher Journalist und Buchautor.

## Leben
Krall begann im Alter von 20 Jahren im top special Verlag, einer 100-prozentigen Tochterfirma des Axel Springer Verlags. Nach seinem Volontariat war Marcus Krall im Alter von 22 Jahren einer der jüngsten Redakteure des Axel Springer Verlags. Er arbeitete hauptsächlich für das Angler-Magazin Rute & Rolle in den Ressorts Reise und Umwelt, bevor er im Jahr 2001 zum Delius Klasing Verlag wechselte.
Dort war Krall zunächst als Redakteur des Motorboot-Magazins Boote angestellt, bevor er im Jahr 2005 als Executive Editor zu dessen Schwesterzeitschrift Boote Exclusiv wechselte und im August 2007 Chefredakteur der Megayacht-Publikation im deutschsprachigen Raum wurde. Marcus Krall leitete Boote Exclusiv bis zum 1. März 2018.

## Werke
- mit Martin Hager: Superyachten Sail. Delius Klasing Verlag, Bielefeld 2012, ISBN 978-3-7688-3552-7.
- Martin Francis. Koehler Verlag, Hamburg 2019, ISBN 978-3-7822-1327-1.
- Einfach angeln von Bord. Delius Klasing, Bielefeld 2022, ISBN 978-3-667-12355-8.
- MMG Mecklenburger Metallguss. 75 Jahre Propeller. Koehler Verlag, Hamburg 2023, ISBN 978-3-7822-1540-4.